# N249 (België)
De N249 is een gewestweg in België tussen Bever (N263) en Herhout (N495). De weg heeft een lengte van ongeveer 2 kilometer.
De gehele weg bestaat uit twee rijstroken in beide rijrichtingen samen.